# Arno Sames
Arno Sames (* 26. Januar 1937 in Zechin; † 1. Januar 2019) war ein deutscher evangelischer Theologe und Kirchenhistoriker.

## Leben
Sames ging in Schönebeck zur Schule (Abitur 1955) und studierte von 1955 bis 1961 Theologie in Rostock, Halle und wieder Rostock. Er war von 1961 bis 1969 wissenschaftlicher Assistent in Halle und wurde dort 1968 promoviert (Dissertation Ansatz und Entwicklung der Ideen zur Staats- und Kirchenreform im Werk Andrzej Frycz Modrzewskis). Nach dem Zweiten Theologischen Examen 1970 in Magdeburg wurde er ordiniert und war bis 1977 Pfarrer an der Laurentiuskirche in Halle. Danach war er wissenschaftlicher Mitarbeiter an der Universität Halle-Wittenberg, wo er sich 1983 in Kirchen- und Dogmengeschichte habilitierte und danach Dozent und ab 1988 außerordentlicher, ab 1990 ordentlicher Professor für Kirchengeschichte an der Theologischen Fakultät war. 2002 wurde er emeritiert.
Er war von 1980 bis 2009 Mitglied der Historischen Kommission zur Erforschung des Pietismus, war Gründungsmitglied und von 2003 bis 2009 Vorsitzender des Vereins für Kirchengeschichte der Kirchenprovinz Sachsen und war Gründungsmitglied der Historischen Kommission für Sachsen-Anhalt.
Sames war Domherr im Domkapitel der Vereinigten Domstifter zu Merseburg und Naumburg und des Kollegiatstifts Zeitz.
Er war mit Hildegunde Sames verheiratet und hatte vier Kinder.

## Schriften
- Herausgeber mit Walter Berschin: Brun von Querfurt. Museum Burg Querfurt 2010 (Tagung 2009).
- Anton Wilhelm Böhme (1673–1722) : Studien zum ökumenischen Denken und Handeln eines halleschen Pietisten. Vandenhoeck und Ruprecht, Göttingen 1989
- Herausgeber: 500 Jahre Theologie in Wittenberg und Halle 1502 bis 2002. Evangelische Verlagsanstalt, Leipzig 2003